# Alvise da Mosto (jagare)
Alvise Da Mosto var en av tolv jagare i Navigatori-klassen som byggdes för Regia Marina (den kungliga italienska flottan) mellan slutet av 1920-talet och början av 1930-talet. Under andra världskriget deltog hon i flera minläggningsuppdrag i den siciliensundet och eskorterade konvojer mellan Italien och Libyen tills hon sänktes av brittiska Force K.

## Design och beskrivning
Navigatori-klassen konstruerades som ett svar på de stora franska jagarna av Jaguar- och Guépard-klasserna. De hade en längd på 107,3 meter, en bredd på 10,2 meter och ett medeldjupgående på 3,5 meter. Deras deplacement var 1 900 ton vid standardlast och 2 580 ton vid fullast. Under krigstid bestod besättningen av 222-225 officerare och sjömän.
Navigatori-klassen drevs av två Belluzzo-ångturbiner som var och en drev en propelleraxel med hjälp av ånga från fyra Yarrowpannor. Turbinerna var konstruerade för att producera 55 000 axelhästkrafter (41 000 kW) och en hastighet på 32 knop (59 km/h) i drift, även om fartygen nådde hastigheter på 38-41 knop (70-76 km/h) under sina sjötester med lätt last. De hade tillräckligt med brännolja för att ge dem en räckvidd på 3 800 nautiska mil (7 000 km) vid en hastighet på 18 knop (33 km/h).
Deras huvudbatteri bestod av sex 12-centimeterskanoner i tre dubbelkanontorn, ett vardera för och akter om överbyggnaden och det tredje midskepps. Luftvärnet bestod av ett par 40-millimeterskanoner i enkelfästen akter om den främre skorstenen och ett par dubbelkanonfästen för 13,2-millimeterskulsprutor. De var utrustade med sex 53,3-centimeters torpedtuber i två trippelfästen midskepps. Navigatori-klassen kunde bära 86-104 sjöminor.

## Konstruktion och tjänstgöring
Alvise Da Mosto, byggd vid Cantieri Riuniti del Quarnaro i Fiume, kölsträcktes den 22 augusti 1928, sjösattes den 1 juli 1929 och färdigställdes den 15 mars 1931. Under provseglingarna nådde hon en toppfart på 42,7 knop (79,1 km/h), det snabbaste fartyget i sin klass. Eftersom jagaren var den näst sista i sin klass att tas i bruk, hade hon redan fått de modifieringar som hennes systerfartyg behövde efter färdigställandet för att förbättra stabiliteten och sjövärdigheten.
Under 1930-talet opererade Da Mosto med den italienska flottan under större delen av tiden och deltog i flottövningar. Hon seglade också till Sydamerika för ett officiellt besök tillsammans med systerfartyget Emanuele Pessagno. Mellan 1936 och 1937 deltog hon i italienska flottoperationer kopplade till det spanska inbördeskriget och eskorterade fartyg som transporterade trupper och förnödenheter till Francisco Francos styrkor från Italien till Spanien.
Da Mosto klassificerades ursprungligen som en esploratore (flottiljledare/spaningskryssare) och omklassificerades till en jagare 1938.

## Andra världskriget
När Italien gick in i andra världskriget den 10 juni 1940 genomgick Da Mosto en modifiering av fören i La Spezia, och hon återgick i tjänst först i augusti 1940, och tilldelades den 15:e jagardivisionen.
Den 1-2 september 1940 ingick Da Mosto i den italienska styrka som seglade för att hindra den brittiska operationen "Hats", och i slutet av samma månad deltog hon i motståndet mot den brittiska operationen "MB 5".
Mellan april och augusti 1941 deltog Da Mosto, tillsammans med några av sina systerfartyg och de lätta kryssarna i 7:e kryssardivisionen, i utläggningen av flera minfält i den siciliensundet och utanför Tripolitaniens kust. Under samma period eskorterade hon också några konvojer till Libyen. I november 1941 utrustades hon med en tysk S-Gerat sonar.
Den 30 november 1941 seglade Da Mosto från Trapani för att eskortera tankfartyget Iridio Mantovani till Tripoli med 8 600 ton bränsle till axelmakternas styrkor i Nordafrika. Den 1 december, strax före solnedgången, skadades Mantovani av Bristol Blenheim-bombplan från Royal Air Force; Da Mosto försökte ta henne på bogsering, men en annan luftattack satte tankern i brand och hon var tvungen att överges av sin besättning. Kort därefter anfölls Da Mosto av brittiska Force K, bestående av kryssarna Aurora och Penelope och jagaren Lively. Da Mosto anföll de brittiska fartygen i ett sista försök att rädda så många överlevande som möjligt från den sjunkande tankern, men träffades flera gånger, bland annat i ett av sina magasin, och sjönk snabbt kl. 18.15 på 33°53' N, 12°28' E, cirka 75 sjömil nordväst om Tripoli.
138 medlemmar av Da Mostos besättning dödades, medan 125 överlevande senare räddades av den italienska torpedbåten Generale Marcello Prestinari.